# Culte du lébé
Le culte du lébé chez les Dogons est une institution religieuse et secrète, qui procède d'un mythe déterminant pour sa compréhension. Selon la mythologie, le lébé est la réincarnation du premier ancêtre dogon qui, ressuscité sous la forme d'un serpent, guida les dogons depuis le Mandé jusqu'à la falaise de Bandiagara.
Ce culte est l'une des expressions de la religion des dogons, basée (en plus du culte voué au Dieu créateur Amma) sur le culte des ancêtres. Cet animisme prend en effet quatre formes : 
- le culte du lébé,
- le culte du Binou,
- le culte des âmes,
- l'institution des masques (société Awa)[1].

## Mythe fondateur
Au commencement, le Dieu Amma fit des hommes des créatures immortelles. Parvenus à un âge avancé, ils se transformaient en serpents accédant ainsi au monde des génies (yéban).
L'ancêtre le plus ancien auquel se réfère la mythologie des dogons, Lébé Séru a donné naissance à deux fils. L'aîné engendra les tribus : Dyon, Domno (ou domdo) et Ono. Les descendants du plus jeune forment la tribu Arou.
Par la faute de ses enfants, le second fils se transforma prématurément en serpent qui ayant lui-même rompu un interdit en mourut. De ce fait, la mort apparut dans le monde des hommes et lorsque vint pour l'ancêtre Lébé Séru le moment de sa transformation, il ne put l'accomplir. Il mourut sous sa forme d'homme et fut enterré ainsi.
Lorsque les dogons, qui vivaient jusqu'alors dans le Mandé, ont décidé de migrer pour fuir l'islamisation, ils voulurent emporter avec eux des ossements de leur aïeul. Mais Dyon, ayant creusé la tombe, y trouva seulement un grand serpent vivant : le serpent lébé. C'est ce serpent lébé qui guida le peuple dogon depuis le Mandé vers la falaise de Bandiagara où ils sont aujourd'hui établis.

## Le culte du lébé

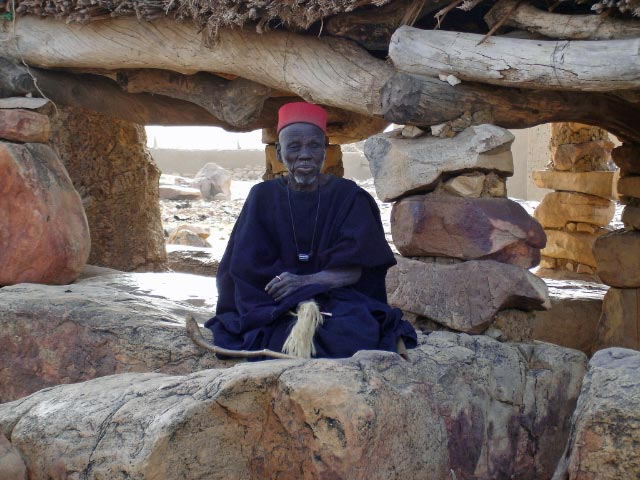
Un hogon, responsable du culte du lébé

Lors de leur migration, les dogons prirent avec eux un peu de terre prise de la tombe de Lébé Séru. Les dogons pensèrent transporter ainsi d'une part une sorte de ferment qui allaient communiquer ses qualités au nouveau terrain et d'autre part une matière qui, à défaut des ossements cherchés, seraient imprégnée de la substance même de l'ancêtre.
Une fois arrivé dans la région de Bandiagara, ils firent un autel en mélangeant la terre récoltée dans le Mandé et celle de leur nouvelle terre d'accueil. Cela marqua le début du culte rendu au serpent lébé. Chacune des tribus emporta alors un fragment de ce premier autel et se dispersa le long de la falaise pour fonder leur village respectif. Dans chaque nouveau village fondé, on édifia (à partir de ce fragment d'autel originel) un autel du Lébé dont l'exécution des rites religieux est sous le contrôle du Hogon, prêtre du culte.

## Sources
- Solange de Ganay, Notes sur le culte du lebe chez les Dogon du Soudan français, sur persee.fr. Consulté le 24 avril 2013.
- Dogon - Images et Traditions, sur dogon-lobi.ch. Consulté le 24 avril 2013.